# Antonio Rivera Blanco
Antonio Rivera Blanco, né à Miranda de Ebro en 1960, est un historien et homme politique espagnol, professeur à l’université du Pays basque.

## Carrière
Il est député indépendant au Parlement basque entre 2005 et 2009, comme candidat indépendant dans une liste du Parti socialiste d'Euskadi.
Il est l’auteur de plusieurs ouvrages dont La ciudad levítica. Continuidad y cambio en una ciudad del interior (Vitoria, 1876-1936) (Diputación Foral de Álava, 1992); Señas de identidad. Izquierda obrera y nación en el País Vasco, 1880-1923 (Biblioteca Nueva, 2003); La utopía futura. Las izquierdas en Álava (Ikusager, 2008); ou Profetas del pasado. Las derechas en Álava (Ikusager, 2014), avec Santiago de Pablo. Il a également été coordinateur d'Historia de Álava (Editorial Nerea, 2003).